# Landesprämierung für Wein und Sekt

Prämierungskennzeichen am Flaschenhals eines mit Goldener Kammerpreismünze ausgezeichneten Weines

Die Landesprämierung für Wein und Sekt ist eine Prämierung, die in mehreren Bundesländern durchgeführt wird. Mit ihr soll die Erzeugung qualitativ herausragender Qualitätsweine und Qualitätsschaumweine sowie deren Absatz gefördert werden.

## Rheinland-Pfalz

### Bedingungen
Lediglich Weinerzeugnisse, die von natürlichen und juristischen Personen in Rheinland-Pfalz produziert wurden, sind teilnahmeberechtigt. Es muss außerdem eine amtliche Prüfungsnummer und ein bestimmter Mindestbestand an Flaschen vorhanden sein. Zudem muss eine Jahrgangsbezeichnung angebracht sein (gilt nicht für Qualitätsschaumweine). Flaschengrößen von 0,375 Liter bis 1,5 Liter Inhalt sind gestattet.
Die von der Landwirtschaftskammer Rheinland-Pfalz ausgerichtete Landesprämierung ist der größte regionale Wettbewerb dieser Art in Deutschland. Im Prämierungsjahr 2005/2006 nahmen daran 1.878 Betriebe mit 17.882 Weinen und 505 Sekten teil, für den Jahrgang 2008 wurden 11.656 Weine prämiert. Der Wettbewerb ist nicht kommerziell; er will Qualitätsanstrengungen belohnen, Anreize zur ständigen Qualitätssteigerung geben und dem qualitätsbewussten Verbraucher Orientierungshilfe leisten.
Die Kriterien, nach denen das Sachverständigengremium bei sechs Prämierungsterminen pro Jahr nach einer verdeckten Probe seine Bewertung abgibt sind in den Prämierungsbestimmungen definiert. Auf deren Grundlage werden für einen geprobten Wein Punkte zwischen 0 und 5 vergeben. Die von allen Prüfern vergeben Punkte werden addiert und die Summe durch die Anzahl der Prüfer dividiert. Um eine Goldene Kammerpreismünze zu erzielen, muss ein Bewerber zwischen 4,5 und 5,0 Punkte erreichen.

### Preisrichter
Die Landwirtschaftskammer Rheinland-Pfalz beruft eine Preisjury aus den Prüfungskommissionen für Qualitätsprüfungen sowie aus weiteren Kreisen der rheinland-pfälzischen Weinwirtschaft. Eine Berufung zum Preisrichter ist bis zum 70. Lebensjahr möglich. Bei der Qualitätsfeststellung wird der Preisjury jede Probe verdeckt vorgestellt. Für vorgegebene Prüfungsmerkmale können dann Punkte vergeben werden, die am Ende in einem Rechnungsverfahren zu einem Gesamtergebnis zusammengeführt werden.

### Auszeichnungen
Es werden Goldene, Silberne und Bronzene Kammerpreismünzen verliehen.
Darüber hinaus können Ehrenpreise (von verschiedenen Stiftern – Städte, Landkreise, Verbände) und Staatsehrenpreise sowie Große Staatsehrenpreise des Landes Rheinland-Pfalz verliehen werden. Um sich dafür zu qualifizieren, müssen Betriebe über einen längeren Zeitraum kontinuierlich Spitzenqualität anhand erfolgreicher Teilnahmen an der Landesprämierung nachweisen. Die Kriterien sind in den Prämierungsbestimmungen der Landwirtschaftskammer definiert.
Kammerpreismünzen-Gewinner erhalten Prämierungskennzeichen, die für gewöhnlich am Flaschenhals angebracht werden und somit für den Konsumenten gut sichtbar sind.
Nach Ablauf des Prämierungsjahres (August bis Juli) lädt die Landwirtschaftskammer zu einem Wettbewerb der Besten ein. Dazu werden jährlich neu ca. 25 Kategorien definiert, die für den jeweiligen Jahrgang im jeweiligen Anbaugebiet besonders typisch bis prägend waren. Innerhalb dieser Kategorien können sich nun ausschließlich Weine, die im abgelaufenen Prämierungsjahr mit einer Goldenen Kammerpreismünze ausgezeichnet wurden und von denen der Erzeugerbetrieb noch einen nennenswerten Vorrat besitzt, sich um den Titel Siegerwein des Jahres bewerben. Die Bewertung erfolgt nach einer Blindprobe in mehreren Ausscheidungsdurchgängen nach dem Bewertungsschema der Prämierungsbestimmungen. Allerdings sitzen in der Jury dabei neben den üblichen Sachverständigen auch Verbraucher, Gastronomen und Fachjournalisten. Die gekürten Siegerweine gelten in ihrer jeweiligen Kategorie als Leitwein, an dem sich Winzer und Verbraucher ausrichten können. Die Verleihung erfolgt jedes Jahr im Oktober und bezeichnet den Höhepunkt der Landesprämierung.

## Nachweise
1. ↑  Landesprämierung 2008 (Seite nicht mehr abrufbar, festgestellt im April 2019. Suche in Webarchiven)  Info: Der Link wurde automatisch als defekt markiert. Bitte prüfe den Link gemäß Anleitung und entferne dann diesen Hinweis.
2. ↑  Prämierungsbestimmungen 01/15. (PDF; 0,18 MB) Landwirtschaftskammer Rheinland-Pfalz, archiviert vom Original (nicht mehr online verfügbar) am 4. März 2016; abgerufen am 12. August 2015.  Info: Der Archivlink wurde automatisch eingesetzt und noch nicht geprüft. Bitte prüfe Original- und Archivlink gemäß Anleitung und entferne dann diesen Hinweis.